# Thierry Humeau
Thierry Humeau, né le 8 novembre 1961 à Poitiers, est un céiste français.

## Palmarès

### Championnats du monde
- Championnats du monde de slalom (canoë-kayak) 1987 à Bourg-Saint-Maurice :
  -  Médaille d'argent en C-1 par équipe.

- Championnats du monde de slalom (canoë-kayak) 1989 à Savage River :
  -  Médaille d'argent en C-1 par équipe.
  -  Médaille de bronze en C-1.